# فردریک دروزو
فردریک مشاوره-دروزو (انگلیسی: Frédéric Advice-Desruisseaux؛ زادهٔ ۱۲ ژانویهٔ ۱۹۸۳) بازیکن فوتبال اهل فرانسه است.
از باشگاه‌هایی که در آن بازی کرده‌است می‌توان به باشگاه فوتبال لیل و باشگاه فوتبال کیدرمینستر هاریرس اشاره کرد.